# Anna Bon di Venezia
Anna Bon di Venezia (Bolonia, 10 de agosto de 1739 – c. 1767) fue una compositora italiana.

## Biografía
Hija de artistas de ópera, su madre era soprano y su padre libretista y escenógrafo. Estudió música en el Ospedale della Pietà de Venecia.
Su primera obra publicada fue a fecha de 1756, cuando alcanzó el lugar de virtuosa di musica di camera en Bayreuth, en la corte de Federico el Grande, al que dedicó sus Seis sonatas para flauta, op. 1, publicadas en Núry.
En 1759 publicó Seis divertimentos para flauta y continuo. Más tarde, en 1762, al morir la hermana de Federico, marchó con sus padres a la corte de Esterházy, en Hungría, donde Haydn ejercía como maestro de capilla. Permaneció allí durante tres años, cantando junto con su madre para ganarse la vida. En 1767 residía en Hildburghausen, casada con el cantante Mongeri.
Su obra, escasa, es muy refinada. Además de las composiciones ya citadas, escribió Seis sonatas para clavicémbalo (1757).